# Rinosporydioza

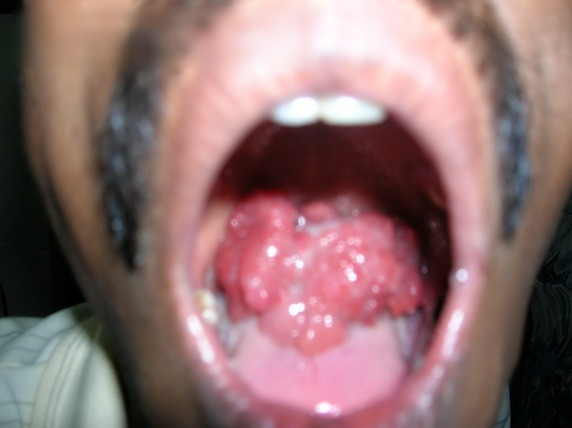
Rinosporydioza języka.

Rinosporydioza – rzadka, przewlekła choroba ziarninowa błony śluzowej wywoływana przez Rhinosporidium seeberi, występująca głównie w Indiach i na Cejlonie.

## Etiologia
Do zakażenia Rhinosporidium seeberi dochodzi w wyniku wtargnięcia patogenu w uszkodzoną błonę śluzową, prawdopodobnie w środowisku wodnym.
Rhinosporidium seeberi zaliczano tradycyjnie do grzybów, ale analiza genetyczna rRNA umiejscowiła systematycznie patogen w Mesomycetozoea.

## Objawy
Rinosporydioza przebiega z miejscowym odczynem zapalnym i wytwarzaniem zmian rozrostowych w postaci polipów błony śluzowej w miejscu inwazji patogenu (nosogardło, spojówki oka oraz aparat łzowy; rzadziej ucho zewnętrzne, skóra i tkanka podskórna, narządy płciowe, odbytnica). Na powierzchni polipów można dostrzec białawe pola – miejsca martwicy i bliznowacenia.
Zmiany nie są bolesne. Do szerzenia się choroby dochodzi wyjątkowo.

## Diagnostyka
Diagnostyka polega na wykryciu obecności patogenu w badaniu mikroskopowym. Posiewy są ujemne.

## Leczenie
Farmakoterapia jest nieskuteczna. Stosuje się leczenie zabiegowe (np. elektrokoagulacja zmian).